# 山岡良文
山岡 良文（やまおか りょうぶん、1911年 - 1970年11月17日）は、昭和戦中戦後に活躍した前衛の日本画家である。

## 概要
東京に生まれる。1931年京都市立絵画専門学校（絵専、現・京都市立芸術大学）に入学。石崎光瑤の指導を受け、翌年退学。帰郷して川端龍子に師事し、青龍社展に出品した《ガソリン風景》が初入選。1934年福田豊四郎、吉岡堅二らと新日本画研究会を結成。1938年第2回自由美術家協会展にも出品し会友となる。
同1938年岩橋英遠、田口壮、船田玉樹らと歴程美術協会を結成。 また、翌年に発行された機関誌『歴程美術』の編集兼発行人となる。第1回歴程美術協会展に出品した《シュパンヌンク》は、それまでの「日本画」にまったく見られない「純粋抽象（非対象）」表現として知られる。「シュパンヌンク（Spannung）」とはドイツ語で「緊張」、そして造形的には「ふたつ以上の事象の間に派生する緊張関係」を意味し、抽象絵画の父と呼ばれるカンディンスキーがバウハウス時代に発表した著作（『点と線から面へ』1926年）のキーワードであったことからも、同時代の欧米の美術動向が強く意識されていたことがわかる。しかし、時代は太平洋戦争へ向かう非常時であり、やがてあらゆる前衛表現は否定され、同協会の活動も1942年の第8回展をもって終息してゆくこととなる。
戦後は永い療養生活を送りながらも制作を続け、歴程の再建に尽力。1970年之を再建し、第1回歴程美術協会小品屋発表後死去した。享年59歳。